# Cà Mau (thành phố)
Cà Mau là thành phố tỉnh lỵ cũ của tỉnh Cà Mau, Việt Nam.

## Địa lý
Thành phố Cà Mau nằm phía đông bắc của tỉnh Cà Mau, có vị trí địa lý:
- Phía đông giáp thị xã Giá Rai và huyện Đông Hải, tỉnh Bạc Liêu
- Phía tây giáp huyện Cái Nước và huyện Trần Văn Thời
- Phía nam giáp huyện Đầm Dơi
- Phía bắc giáp huyện Thới Bình.

Thành phố Cà Mau cách Thủ đô Hà Nội 2.017 km về phía nam, cách Thành phố Hồ Chí Minh 305 km về phía nam và cách thành phố Cần Thơ 149 km về phía nam.

### Điều kiện tự nhiên
Khí hậu ở Cà Mau mang đặc trưng của khí hậu nhiệt đới gió mùa cận xích đạo, chia 2 mùa rõ rệt là mùa mưa và mùa khô. Mùa mưa từ tháng 5 đến tháng 11, mùa khô từ tháng 12 đến tháng 4 năm sau. Nhiệt độ trung bình 26,5°C. Thời gian nắng trung bình 2.200 giờ/năm. Lượng mưa trung bình khoảng 2.360 mm. Chế độ gió thịnh hành theo mùa. Mùa mưa gió thịnh hành theo hướng Tây – Nam hoặc Tây. Mùa khô gió thịnh hành theo hướng Đông Bắc và Đông. Cà Mau nằm ngoài vùng ảnh hưởng của lũ lụt ở hệ thống sông Cửu Long, đồng thời ít bị ảnh hưởng của bão.

### Khí hậu
| Dữ liệu khí hậu của Cà Mau                                   | Dữ liệu khí hậu của Cà Mau | Dữ liệu khí hậu của Cà Mau | Dữ liệu khí hậu của Cà Mau | Dữ liệu khí hậu của Cà Mau | Dữ liệu khí hậu của Cà Mau | Dữ liệu khí hậu của Cà Mau | Dữ liệu khí hậu của Cà Mau | Dữ liệu khí hậu của Cà Mau | Dữ liệu khí hậu của Cà Mau | Dữ liệu khí hậu của Cà Mau | Dữ liệu khí hậu của Cà Mau | Dữ liệu khí hậu của Cà Mau | Dữ liệu khí hậu của Cà Mau |
| Tháng                                                        | 1                          | 2                          | 3                          | 4                          | 5                          | 6                          | 7                          | 8                          | 9                          | 10                         | 11                         | 12                         | Năm                        |
| ------------------------------------------------------------ | -------------------------- | -------------------------- | -------------------------- | -------------------------- | -------------------------- | -------------------------- | -------------------------- | -------------------------- | -------------------------- | -------------------------- | -------------------------- | -------------------------- | -------------------------- |
| Cao kỉ lục °C (°F)                                           | 35.2 (95.4)                | 36.2 (97.2)                | 36.8 (98.2)                | 38.3 (100.9)               | 38.2 (100.8)               | 35.9 (96.6)                | 34.7 (94.5)                | 34.2 (93.6)                | 34.4 (93.9)                | 33.9 (93.0)                | 33.6 (92.5)                | 33.1 (91.6)                | 38.3 (100.9)               |
| Trung bình ngày tối đa °C (°F)                               | 30.6 (87.1)                | 31.4 (88.5)                | 32.9 (91.2)                | 34.0 (93.2)                | 33.2 (91.8)                | 31.8 (89.2)                | 31.4 (88.5)                | 31.1 (88.0)                | 31.0 (87.8)                | 30.8 (87.4)                | 30.5 (86.9)                | 29.8 (85.6)                | 31.5 (88.7)                |
| Trung bình ngày °C (°F)                                      | 25.3 (77.5)                | 25.9 (78.6)                | 27.1 (80.8)                | 28.1 (82.6)                | 28.0 (82.4)                | 27.4 (81.3)                | 27.3 (81.1)                | 27.1 (80.8)                | 27.0 (80.6)                | 26.8 (80.2)                | 26.5 (79.7)                | 25.6 (78.1)                | 26.8 (80.2)                |
| Tối thiểu trung bình ngày °C (°F)                            | 22.5 (72.5)                | 22.6 (72.7)                | 23.5 (74.3)                | 24.5 (76.1)                | 25.2 (77.4)                | 24.9 (76.8)                | 24.7 (76.5)                | 24.6 (76.3)                | 24.7 (76.5)                | 24.6 (76.3)                | 24.2 (75.6)                | 23.0 (73.4)                | 24.1 (75.4)                |
| Thấp kỉ lục °C (°F)                                          | 15.3 (59.5)                | 16.9 (62.4)                | 18.1 (64.6)                | 19.0 (66.2)                | 21.9 (71.4)                | 21.1 (70.0)                | 21.2 (70.2)                | 21.3 (70.3)                | 21.7 (71.1)                | 21.4 (70.5)                | 19.7 (67.5)                | 16.8 (62.2)                | 15.3 (59.5)                |
| Lượng Giáng thủy trung bình mm (inches)                      | 18 (0.7)                   | 12 (0.5)                   | 33 (1.3)                   | 111 (4.4)                  | 262 (10.3)                 | 343 (13.5)                 | 331 (13.0)                 | 366 (14.4)                 | 344 (13.5)                 | 357 (14.1)                 | 189 (7.4)                  | 62 (2.4)                   | 2.427 (95.6)               |
| Số ngày giáng thủy trung bình                                | 3.5                        | 1.6                        | 3.3                        | 8.3                        | 17.8                       | 21.7                       | 22.2                       | 22.6                       | 22.8                       | 23.1                       | 16.0                       | 9.0                        | 171.9                      |
| Độ ẩm tương đối trung bình (%)                               | 80.9                       | 79.7                       | 78.4                       | 79.1                       | 84.3                       | 86.6                       | 86.7                       | 87.4                       | 87.7                       | 88.2                       | 86.2                       | 82.8                       | 84.0                       |
| Số giờ nắng trung bình tháng                                 | 241                        | 240                        | 267                        | 233                        | 177                        | 145                        | 160                        | 149                        | 146                        | 153                        | 183                        | 206                        | 2.300                      |
| Nguồn: Vietnam Institute for Building Science and Technology |                            |                            |                            |                            |                            |                            |                            |                            |                            |                            |                            |                            |                            |

## Hành chính
Thành phố Cà Mau có 16 đơn vị hành chính cấp xã trực thuộc, bao gồm 9 phường: 1, 2, 5, 6, 7, 8, 9, Tân Thành, Tân Xuyên và 7 xã: An Xuyên, Định Bình, Hòa Tân, Hòa Thành, Lý Văn Lâm, Tắc Vân, Tân Thành với 52 khóm và 63 ấp.

## Lịch sử

### Thời phong kiến
Cà Mau được mở mang cách đây 300 năm. Vào thế kỷ 17, một số lưu dân người Việt vì không chịu nổi cảnh áp bức bóc lột của chế độ phong kiến đã rời bỏ quê hương nơi cư trú đến làm ăn sinh sống tại đây, dựng thành một xã với tên gọi xã Cà Mau.
Năm 1808, dưới thời vua Gia Long, địa bàn Cà Mau được nâng lên thành huyện Long Xuyên thuộc phủ An Biên, tỉnh Hà Tiên.

### Thời Pháp thuộc
Ngày 15 tháng 6 năm 1867, thực dân Pháp thành lập hạt Cà Mau gồm địa bàn huyện Long Xuyên cũ.
Ngày 1 tháng 8 năm 1877, thực dân Pháp lại giải thể hạt Cà Mau, nhập vào địa bàn hạt Rạch Giá.
Ngày 18 tháng 2 năm 1882, chính quyền Pháp lấy một phần đất Bạc Liêu thuộc tỉnh Sóc Trăng, một phần đất Cà Mau thuộc Rạch Giá hợp thành tỉnh Bạc Liêu. Thời Pháp thuộc, Cà Mau là một quận của tỉnh Bạc Liêu, quận lỵ đặt tại làng An Xuyên thuộc tổng Quản Long.

### Giai đoạn 1956 – 1975

#### Việt Nam Cộng hòa
Ngày 9 tháng 3 năm 1956, chính quyền Việt Nam Cộng hòa ban hành Sắc lệnh số 32-VN về việc:
- Thành lập tỉnh Cà Mau trên cơ sở sáp nhập quận Cà Mau, quận Quảng Xuyên và 4 xã thuộc quận Giá Rai (Định Thành, Hòa Thành, Tân Thành, Phong Thạnh Tây) của tỉnh Bạc Liêu.
- Tỉnh lỵ ban đầu có tên là Cà Mau. Tỉnh lỵ Cà Mau nằm trong địa bàn xã An Xuyên, tổng Quản Long, quận Châu Thành.

Ngày 22 tháng 10 năm 1956, Tổng thống Việt Nam Cộng hòa Ngô Đình Diệm ban hành Sắc lệnh số 143-NV về việc thành lập tỉnh An Xuyên trên cơ sở đổi tên tỉnh Cà Mau. Tỉnh lỵ đổi tên là Quản Long.
An Xuyên chính là tên của làng sở tại trước kia thuộc tổng Quản Long, vốn là nơi đặt quận lỵ quận Cà Mau trước năm 1956. Lúc này, xã An Xuyên cũng được đổi tên thành xã Tân Xuyên thuộc quận Quản Long và là nơi đặt tỉnh lỵ Quản Long của tỉnh An Xuyên.
Thời Việt Nam Cộng hòa, địa bàn thành phố Cà Mau ngày nay tương ứng với quận Quản Long (do đổi tên từ quận Châu Thành cũ) thuộc tỉnh An Xuyên và gồm 4 xã: Tân Xuyên, Tân Lộc, Hòa Thành, Định Thành. Trong đó, xã Tân Xuyên đóng hai vai trò là quận lỵ quận Quản Long và là tỉnh lỵ tỉnh An Xuyên.
Năm 1961, thành lập thị xã Cà Mau với mật danh là Bảy Đô có 9 phường: 1, 2, 3, 4, 5, 6, 7, 8, 9, ấp I (xã Tân Thành), ấp Tân Phước (xã An Xuyên), ấp Thanh (xã Thạnh Phú) và xã mới Lý Văn Lâm.

#### Chính quyền Cách mạng
Tuy nhiên, chính quyền Mặt trận Dân tộc Giải phóng Miền Nam Việt Nam và sau này là Chính phủ Cách mạng lâm thời Cộng hòa Miền Nam Việt Nam cùng với Việt Nam Dân chủ Cộng hòa không công nhận tên gọi tỉnh An Xuyên mà vẫn gọi theo tên cũ là tỉnh Cà Mau. Bên cạnh đó, tên gọi Quản Long cũng không được chính quyền Cách mạng công nhận và sử dụng. Lúc này, chính quyền Cách mạng cũng thành lập và duy trì tên gọi thị xã Cà Mau thuộc tỉnh Cà Mau trong suốt giai đoạn 1956–1976. Địa bàn thị xã Cà Mau tương ứng với xã Tân Xuyên thuộc quận Quản Long, tỉnh An Xuyên của chính quyền Việt Nam Cộng hòa.
Năm 1964, chính quyền Mặt trận dân tộc giải phóng miền Nam Việt Nam và Việt Nam Dân chủ Cộng hòa thành lập hai tỉnh riêng biệt là Cà Mau và Bạc Liêu dựa theo sự phân biệt địa giới hành chính của Việt Nam Cộng hòa để thuận tiện cho việc lãnh đạo phong trào cách mạng ở mỗi nơi. Địa bàn quận Quản Long của chính quyền Việt Nam Cộng hòa khi đó tương ứng với thị xã Cà Mau và huyện Châu Thành của tỉnh Cà Mau. Huyện Châu Thành có thị trấn Tắc Vân và 6 xã: An Xuyên, Định Thành, Hòa Thành, Lợi An, Tân Thành Thạnh Phú.
Trước năm 1975, thị xã Cà Mau có tên là Quản Long, tỉnh An Xuyên.
Năm 1975, thị xã Cà Mau có 14 phường, sau đó sáp nhập còn lại 9 phường với diện tích tự nhiên 6.500 ha và dân số khoảng 95.000 người.
Sau ngày 30 tháng 4 năm 1975, chính quyền quân quản Cộng hòa miền Nam Việt Nam ban đầu vẫn duy trì thị xã Cà Mau và huyện Châu Thành cùng thuộc tỉnh Cà Mau cho đến đầu năm 1976.
Ngày 20 tháng 9 năm 1975, Bộ Chính trị ban hành Nghị quyết số 245-NQ/TW về việc hợp nhất tỉnh Bạc Liêu, tỉnh Cà Mau và 2 huyện Vĩnh Thuận, An Biên (ngoại trừ 2 xã Đông Yên và Tây Yên) của tỉnh Rạch Giá sẽ hợp nhất lại thành một tỉnh, tên gọi tỉnh mới cùng với nơi đặt tỉnh lỵ sẽ do địa phương đề nghị lên.
Ngày 20 tháng 12 năm 1975, Bộ Chính trị ban hành Nghị quyết số 19/NQ về việc hợp nhất tỉnh Bạc Liêu và tỉnh Cà Mau thành một tỉnh, tên gọi tỉnh mới cùng với nơi đặt tỉnh lỵ sẽ do địa phương đề nghị lên.

### Từ năm 1976 đến nay
Ngày 24 tháng 2 năm 1976, Chính phủ Cách mạng Lâm thời Cộng hòa miền Nam Việt Nam ban hành Nghị định số 3/NQ/1976 về việc hợp nhất tỉnh Bạc Liêu và tỉnh Cà Mau thành một tỉnh mới, lấy tên là tỉnh Bạc Liêu – Cà Mau.
Ngày 10 tháng 3 năm 1976, Ban đại diện Trung ương Đảng và Chính phủ ban hành Nghị quyết về việc:
- Thành lập tỉnh Minh Hải trên cơ sở đổi tên tỉnh Bạc Liêu – Cà Mau.
- Đổi tên thị xã Bạc Liêu thành thị xã Minh Hải và trở thành tỉnh lỵ của tỉnh Minh Hải.
- Thị xã Cà Mau và huyện Châu Thành thuộc tỉnh Minh Hải.

Ngày 11 tháng 7 năm 1977, Hội đồng Chính phủ ban hành Quyết định số 181-CP về việc giải thể huyện Châu Thành như sau:
- Sáp nhập 3 xã: Định Thành, Hòa Thành, Tân Thành và thị trấn Tắc Vân vào huyện Giá Rai.
- Sáp nhập xã Lý Văn Lâm và xã Lương Thế Trân vào huyện Trần Văn Thời.
- Sáp nhập xã An Xuyên vào huyện Thới Bình.
- Sáp nhập xã Tân Phước vào Phường 4, thị xã Cà Mau.[17]
- Sáp nhập ấp Thanh Điền vào xã Lý Văn Lâm, thị xã Cà Mau.[17]

Thị xã Cà Mau có 9 phường: 1, 2, 3, 4, 5, 6, 7, 8, 9 và 5 xã: An Xuyên, Hòa Thành, Lý Văn Lâm, Tân Thành.
Ngày 29 tháng 12 năm 1978, Hội đồng Chính phủ ban hành Quyết định số 326-CP về việc 
- Thành lập huyện mới Cà Mau có 16 xã, 1 thị trấn Tắc Vân.
- Thị xã Cà Mau có 8 phường (địa giới giữ nguyên như hiện nay).

Ngày 25 tháng 7 năm 1979, Hội đồng Chính phủ ban hành Quyết định số 275-CP về việc điều chỉnh địa giới một số xã thuộc huyện Cà Mau:
- Chia xã Hòa Thành thành 3 xã: Bình Thành, Hòa Tân, Hòa Thành.
- Chia xã Tân Thành thành 3 xã: Tân Định, Tân Thành, Tân Thạnh.
- Chia xã An Xuyên thành xã An Xuyên và xã An Lộc.
- Chia xã Lương Thế Trân thành 3 xã: Lương Thế Trân, Thạnh Phú, Thạnh Trung.
- Chia xã Định Thành thành 3 xã: Định Bình, Định Hòa, Định Thành.
- Thành lập xã Tân Lợi trên cơ sở phần nửa đất của xã Hồ Thị Kỷ, huyện Thới Bình tách sang huyện Cà Mau.

Ngày 30 tháng 8 năm 1983, Hội đồng Bộ trưởng ban hành Quyết định số 94-HĐBT về việc giả thể huyện Cà Mau như sau:
- Sáp nhập thị trấn Tắc Vân và 9 xã: An Lộc, An Xuyên, Bình Thành, Định Bình, Hòa Tân, Hòa Thành, Lý Văn Lâm, Tân Định, Tân Thành của huyện Cà Mau vào thị xã Cà Mau.
- Đổi tên thị trấn Tắc Vân thuộc huyện Cà Mau thành xã Tắc Vân.
- Sáp nhập 1/3 ấp Sở Tại của xã Thạnh Phú thuộc huyện Cà Mau vào xã Lý Văn Lâm.
- Sáp nhập ấp Chánh của xã Thạnh Trung thuộc huyện Cà Mau vào Phường 8 của thị xã Cà Mau.
- Sáp nhập các xã Định Hòa, Định Thành, Tân Thạnh của huyện Cà Mau vào huyện Giá Rai.
- Sáp nhập xã Tân Lợi của huyện Cà Mau vào huyện Thới Bình.
- Sáp nhập các xã Lương Thế Trân, Thạch Phú, Thạch Trung của huyện Cà Mau vào Cái Nước.
- Sáp nhập 1/3 ấp ông Muộng của xã Lý Văn Lâm thuộc thị xã Cà Mau vào xã Thạch Phú của huyện Cái Nước.

Ngày 18 tháng 12 năm 1984, Hội đồng Bộ trưởng ban hành Quyết định số 170-HĐBT về việc chuyển tỉnh lỵ tỉnh Minh Hải từ thị xã Bạc Liêu về thị xã Cà Mau.
Ngày 14 tháng 2 năm 1987, Hội đồng Bộ trưởng ban hành Quyết định số 33B-HĐBT về việc:
- Sáp nhập Phường 3 vào Phường 2.
- Tách 950 hécta đất với 2.500 nhân khẩu của Phường 8 để sáp nhập vào xã Lý Văn Lâm.
- Sáp nhập xã Tân Định vào xã Tân Thành.
- Sáp nhập xã An Lộc vào xã An Xuyên.
- Giải thể xã Bình Thành để sáp nhập vào hai xã Hòa Thành và Hòa Tân; tách một phần diện tích và dân số của hai xã này để sáp nhập vào xã Định Bình.

Thị xã Cà Mau lúc này có 8 phường: 1, 2, 4, 5, 6, 7, 8, 9 và 7 xã: An Xuyên, Định Bình, Hòa Tân, Hòa Thành, Lý Văn Lâm, Tắc Vân, Tân Thành.
Ngày 6 tháng 11 năm 1996, Quốc hội ban hành Nghị quyết về việc chia tỉnh Minh Hải thành tỉnh Bạc Liêu và tỉnh Cà Mau. Khi đó, thị xã Cà Mau trực thuộc tỉnh Cà Mau.
Ngày 14 tháng 4 năm 1999, Chính phủ Việt Nam ban hành Nghị định số 21/1999/NĐ-CP về việc thành lập thành phố Cà Mau thuộc tỉnh Cà Mau trên cơ sở toàn bộ diện tích và dân số của thị xã Cà Mau.
Thành phố Cà Mau có 24.580,33 ha diện tích tự nhiên và 176.848 nhân khẩu; có 15 đơn vị hành chính cấp xã trực thuộc, bao gồm 8 phường: 1, 2, 4, 5, 6, 7, 8, 9 và 7 xã: An Xuyên, Định Bình, Hòa Tân, Hòa Thành, Lý Văn Lâm, Tắc Vân, Tân Thành.
Ngày 4 tháng 6 năm 2009, Chính phủ ban hành Nghị quyết số 24/NQ-CP về việc:
- Thành lập phường Tân Xuyên thuộc thành phố Cà Mau trên cơ sở điều chỉnh 1.887,50 ha diện tích tự nhiên và 6.261 nhân khẩu của xã An Xuyên.
- Thành lập phường Tân Thành thuộc thành phố Cà Mau trên cơ sở điều chỉnh 1.115,32 ha diện tích tự nhiên và 5.137 nhân khẩu của xã Tân Thành.

Thành phố Cà Mau có 17 đơn vị hành chính cấp xã trực thuộc, bao gồm 10 phường: 1, 2, 4, 5, 6, 7, 8, 9, Tân Thành, Tân Xuyên và 7 xã: An Xuyên, Định Bình, Hòa Tân, Hòa Thành, Lý Văn Lâm, Tắc Vân, Tân Thành.
Ngày 6 tháng 8 năm 2010, Thủ tướng Chính phủ ban hành Quyết định số 1373/QĐ-TTg về việc công nhận thành phố Cà Mau là đô thị loại II trực thuộc tỉnh Cà Mau.
Ngày 24 tháng 10 năm 2024, Ủy ban Thường vụ Quốc hội ban hành Nghị quyết số 1252/NQ-UBTVQH15 về việc sắp xếp đơn vị hành chính cấp xã của tỉnh Cà Mau giai đoạn 2023–2025 (nghị quyết có hiệu lực từ ngày 1 tháng 12 năm 2024). Theo đó:
- Sáp nhập một phần của Phường 4 và một phần của Phường 9 vào Phường 2.
- Sáp nhập phần còn lại của Phường 4 vào phường Tân Xuyên.

Thành phố Cà Mau có 9 phường và 7 xã.
Ngày 12 tháng 6 năm 2025, Quốc hội ban hành Nghị quyết số 202/2025/QH15 về việc sắp xếp đơn vị hành chính cấp tỉnh (nghị quyết có hiệu lực từ ngày 12 tháng 6 năm 2025). Theo đó, sáp nhập tỉnh Bạc Liêu vào tỉnh Cà Mau.
Ngày 16 tháng 6 năm 2025, Quốc hội ban hành Nghị quyết số 203/2025/QH15 về việc Sửa đổi, bổ sung một số điều của Hiến pháp nước Cộng hòa xã hội chủ nghĩa Việt Nam. Theo đó, kết thúc hoạt động của đơn vị hành chính cấp huyện trong cả nước từ ngày 1 tháng 7 năm 2025.

## Kinh tế - xã hội
Thành phố có các hoạt động kinh tế trong nuôi trồng, chế biến và xuất khẩu thủy sản, đặc biệt mặt hàng tôm sú, trong dầu khí, như Dự án Khí - Điện - Đạm Cà Mau và trong du lịch tham quan rừng ngập mặn (tràm, đước, sú, vẹt, mắm) sinh thái U Minh. Kinh tế thành phố Cà Mau phát triển theo hướng tăng dần tỉ trọng đóng góp của khu vực III, khu vực I chỉ còn chiếm trên 5% tổng sản phẩm trên địa bàn, nhưng vẫn đạt giá trị đáng kể. Thành phố Cà Mau là trung tâm công nghiệp lớn thứ hai vùng Đồng Bằng Sông Cửu Long (năm 2008), chủ yếu là sản xuất, chế biến nông - thủy sản - thực phẩm. Thu nhập bình quân đầu người của thành phố năm 2015 đạt hơn 77 triệu đồng (tương đương hơn 3.650 USD).

## Dân số
Thành phố là nơi hội tụ của 3 dân tộc: Kinh, Hoa, Khmer.
Thành phố Cà Mau có diện tích là 249,29 km² và dân số năm 2015 là 224.414 người.
Thành phố Cà Mau có diện tích 249,23 km², dân số năm 2019 là 226.372 người, mật độ dân số đạt 908 người/km².
Thành phố Cà Mau có diện tích 249,63 km², dân số quy quy đổi năm 2022 là 367.247 người (trong đó: dân số thường trú là 229.789 người và dân số thành thị quy đổi là 260.865 người), mật độ dân số đạt 1.471 người/km².
Thành phố Cà Mau có diện tích 249,63 km², dân số quy đổi tính đến ngày 31/12/2022 là 250.834 người, mật độ dân số đạt 1.004 người/km².
Thành phố Cà Mau có diện tích 249,6 km², dân số quy đổi tính đến ngày 31/12/2024 là 250.834 người, mật độ dân số đạt 1.038 người/km².

## Du lịch
Khách du lịch đến thành phố Cà Mau có thể đi bằng đường bộ (350 km từ Thành phố Hồ Chí Minh) và đường sông (130 km từ Cần Thơ), đường hàng không tại sân bay Cà Mau.
Các địa điểm tham quan là Đất Mũi, Hòn Khoai, Trong lòng thành phố có Công viên văn hóa 19/5 nổi tiếng với hàng ngàn con chim đến đi mỗi ngày. Thành phố có chùa Khmer và chùa người Hoa.
Đến với Cà Mau du khách sẽ được thưởng thức nhiều món ăn ngon như Bánh tầm cay, lẩu mắm, bún mắm, ba khía muối,... Đặc biệt món bánh tầm cay trứ danh vùng đồng bằng sông Cửu Long làm cho du khách thích thú với khẩu vị lạ, màu sắc đẹp mắt và rất mặn mà, sâu sắc làm cho người ăn nhớ mãi khi đặt chân đến Cà Mau.
Món bánh tầm cay ăn kèm cùng rau sống như giá, rau thơm,... tạo cho món bánh tầm thêm ấn tượng và đỡ ngán hơn. Bánh tầm cay có nhiều loại cho du khách thỏa thích lựa chọn như: xíu mại thịt, cánh gà, đùi gà, mề gà, huyết... và ăn kèm cùng bánh quẩy.
Những địa chỉ bán bánh tầm cay nổi tiếng ở Cà Mau: 
- Quán Đạo đường Bùi Thị Xuân, phường 4
- Quán Lan đường Bùi Thị Xuân, phường 4
- Quán A Xi Giá dưới chân cầu Phan Ngọc Hiển, phường 2.

## Giao thông
Thành phố kết nối giao thông với Quốc lộ 1 (khoảng cách đường bộ vào khoảng 360 km so với Thành phố Hồ Chí Minh, 180 km so với Cần Thơ), sân bay Cà Mau.

### Các tuyến đường chính trên địa bàn
| - Lý Thường Kiệt (Quốc lộ 1) - Hùng Vương (Quốc lộ 1) - Nguyễn Tất Thành (Quốc lộ 1) - Nguyễn Trãi (Quốc lộ 63) - Trần Hưng Đạo (Quốc lộ Quản Lộ – Phụng Hiệp) - Huyền Trân Công Chúa - Hải Thượng Lãn Ông - Phan Ngọc Hiển - Huỳnh Thúc Kháng - Nguyễn Công Trứ - Nguyễn Đình Chiểu - Nguyễn Bỉnh Khiêm - Trương Phùng Xuân - Chung Thành Châu - Nguyễn Thái Bình - Nguyễn Ngọc Sanh - Đại Đức Hữu Nhem | - 3 Tháng 2 - 30 Tháng 4 - 1 Tháng 5 - Hoa Lư - Lý Bôn - Văn Cao - Lê Duẩn - Tạ Uyên - Lê Lợi - Ngô Quyền - Mậu Thân - Cao Thắng - Trưng Trắc - Trưng Nhị - Nguyễn Du - Nguyễn Mai - Đỗ Thừa Tự | - Ngô Gia Tự - Lý Văn Lâm - Lê Đại Hành - Lưu Tấn Tài - Trần Văn Ơn - Lý Thái Tôn - Sư Vạn Hạnh - Quang Trung - Mạc Đĩnh Chi - Bùi Thị Xuân - Lê Thị Riêng - Bông Văn Dĩa - Lê Công Nhân - Lê Khắc Xương - Trần Văn Thời - Tôn Đức Thắng - Đỗ Thừa Luông | - Trần Văn Bỉnh - Phan Bội Châu - Phan Chu Trinh - Bùi Thị Trường - Nguyễn Văn Trỗi - Trần Quang Khải - Nguyễn Đình Thi - Trần Bình Trọng - Huỳnh Ngọc Điệp - Phan Đình Phùng - Đinh Tiên Hoàng - Lê Hồng Phong - Tô Hiến Thành - Hoàng Văn Thụ - Lưu Hữu Phước |

### Tên đường của thành phố Cà Mau trước năm 1975
- Đường Lê Phủ Nhung nay là đường Nguyễn Trãi.
- Đường Võ Tánh nay là đường Lý Văn Lâm.
- Đường Gia Long nay là đường Phạm Văn Ký.
- Đường Nguyễn Thái Học nay là đường Nguyễn Hữu Lễ.
- Đường Hoàng Diệu và Cô Giang nay là đường Hoàng Diệu.
- Đường Cô Giang, Lý Bôn và Tự Do nay là đường Lý Bôn.
- Đường Nhân Vị và Cộng Hòa nay là đường Phan Ngọc Hiển.
- Đường Nguyễn Hiền Năng nay là đường Phạm Hồng Thắm.
- Đường Trần Hưng Đạo nay là đường Lê Lai.
- Đường Duy Tân và Hùng Vương nay là đường Hùng Vương.
- Đường Thống Nhất nay là đường Lý Thường Kiệt.
- Đường Hàm Nghi nay là đường Quản Lộ – Phụng Hiệp.
- Đường Phan Thanh Giản nay là đường Lê Đại Hành.